# Северная летучая рыба
Северная летучая рыба, или разнохвостый длиннокрыл (лат. Cheilopogon heterurus), — вид лучепёрых рыб из семейства летучих рыб (Exocoetidae).

## Описание
Максимальная длина тела 40 см. Тело вытянутое, с широкими высокорасположенными грудными плавниками. Рыло тупое. Грудные и брюшные плавники хорошо развиты. Второй луч грудных плавников примерно до середины раздвоен. Нижняя лопасть хвостового плавника длинная. Спинной плавник длиннее анального. Первый луч анального плавника располагается под шестым или седьмым лучом спинного, который содержит 13-14 лучей. В анальном плавнике насчитывается 8-10 лучей. Длинные брюшные плавники с 6 лучами. Плавательный пузырь без воздушного протока к передней кишке. Спина темно-голубого цвета, бока и брюхо серебристые. Грудной и брюшной плавники сероватого цвета с неясной светлой поперечной полосой.

## Ареал
Распространены в Атлантическом, Тихом и Индийском океане.

## Биология
Пелагическая морская рыба, обитает в прибрежной неретической зоне. Обитают у поверхности воды, питаясь обитающими здесь организмами и спасаясь «в полете» от хищников. В действительности рыбы не летают, а скользят по воде до тех пор, пока расправленные плавники способны удерживать их массу тела. В Средиземном море нерест весной — в мае — июле. От икринки тянутся тонкие многочисленные нити, одна из которых длиннее других. У молоди на ранних стадиях на подбородке имеется бахромчатый усик.